# Powiat nowotomyski

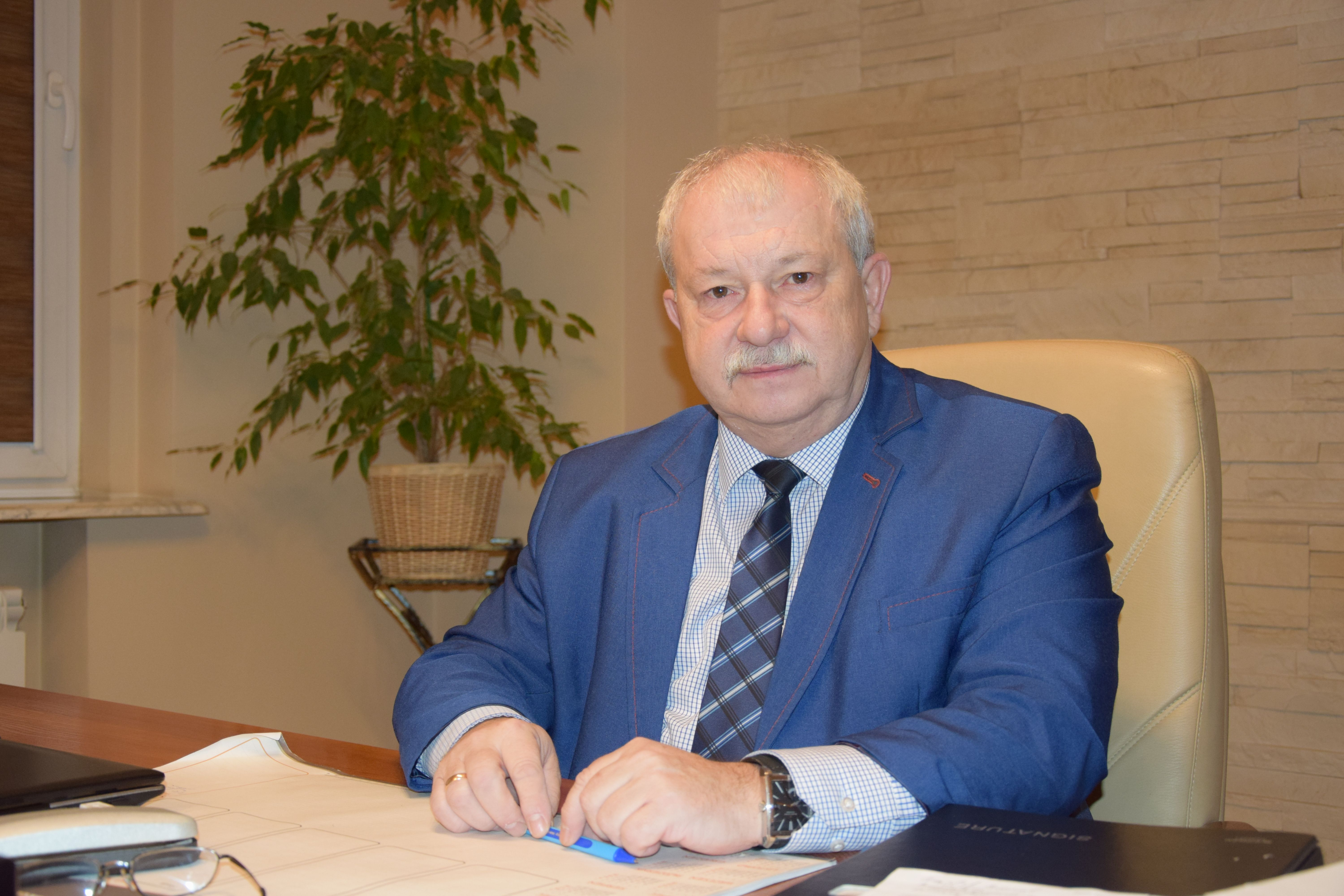
Andrzej Wilkoński, starosta powiatu

Powiat nowotomyski – powiat w Polsce (województwo wielkopolskie), utworzony w 1999 roku w ramach reformy administracyjnej. Jego siedzibą jest miasto Nowy Tomyśl.
W skład powiatu wchodzą:
- gminy miejsko-wiejskie: Lwówek, Nowy Tomyśl, Opalenica, Zbąszyń
- gminy wiejskie: Kuślin, Miedzichowo
- miasta: Lwówek, Nowy Tomyśl, Opalenica, Zbąszyń

Według danych z 31 grudnia 2019 roku powiat zamieszkiwały 75 543 osoby. Natomiast według danych z 30 czerwca 2020 roku powiat zamieszkiwało 75 675 osób.

## Rezerwaty przyrody i pomniki przyrody
- Rezerwat na Jez. Zgierzynieckim im. Bolesława Papi (rez. ornitologiczny);
- Rezerwat Wielki Las;
- Rezerwat Urbanowo;
- Zespół Przyrodniczo-Krajobrazowy Glińskie Góry;
- otulina „Pszczewskiego Parku Krajobrazowego”;

Ochroną jako założenia zabytkowe, jak i przyrodnicze, objęto na tym terenie 23 parki podworskie. Szczególne miejsce wśród nich zajmuje park w Posadowie z dobrze zachowanym układem regularnym z XVIII w. Wartościowe założenia terenów zielonych znaleźć można w parkach w Łomnicy, Wąsowie i Zbąszyniu. Dobrym utrzymaniem cechuje się większość parków, zwłaszcza w Brodach, Michorzewie, Porażynie, Starym Tomyślu, Trzciance, Wąsowie i Zbąszyniu. Znaleźć w nich można wiele ciekawych drzew pomnikowych.
Według danych z 1998r. w granicach powiatu nowotomyskiego było 189 zarejestrowanych pomników przyrody. Najokazalsze z nich to dęby, a o miano najgrubszego konkurują dwa okazy o obwodzie przekraczającym 7m: w Łomnicy oraz Urbanowie Starym. Najgrubsza lipa (o obw. 670 cm) ocienia kościół w Brodach. Wspaniała sosna (o obw. 470 cm) zachowała się koło Strzyżewa. Jedyny objęty ochroną głaz narzutowy znajduje się w lesie koło Wąsowa.

## Muzea
- Muzeum Wikliniarstwa i Chmielarstwa w Nowym Tomyślu;
- Muzeum Gospodarki Mięsnej w Sielinku;
- Muzeum Ziemi Zbąszyńskiej i Regionu Kozła w Zbąszyniu.

## Osadnictwo olęderskie
Rejon ten jest zamknięty linią: Pniewy–Lwówek–Pszczew–Trzciel-Zbąszyń–Wolsztyn-Rakoniewice od początku XVIII wieku stał się terenem (największego w Wielkopolsce) intensywnego osadnictwa olęderskiego, którego ślady uchwytne są jeszcze dzisiaj. Osada samotnicza leżała na prostokątnym pasie wykarczowanego terenu, a zabudowania zlokalizowane były pośrodku. Gospodarstwa te posiadały własną drogę łączącą z traktatem głównym. Jeszcze dziś centrum niecki nowotomyskiej zamknięte w trójkącie: Kąkolewo – Chrośnica – Wytomyśl pokryte jest  siecią zagród położonych obok siebie i odnosi się wrażenie, że jest to jedna – rozlokowana na dużej przestrzeni wieś.
Zagroda osadnika olęderskiego składa się najczęściej z trzech wolnostojących budynków: chałupy i budynków gospodarczych (chlewa i stodoły) rzadziej wozowni kurnika i drewutni. Wsie z terenu niecki wyróżniają się w krajobrazie kulturowym Wielkopolski charakterem gospodarki związanej z uprawą chmielu i wikliny oraz związanej z nią specyficzną formą budynku inwentarskiego, w którym występuje tzw. trempel – wysokie poddasze pełniące funkcję spichrza lub suszarni.

## Demografia

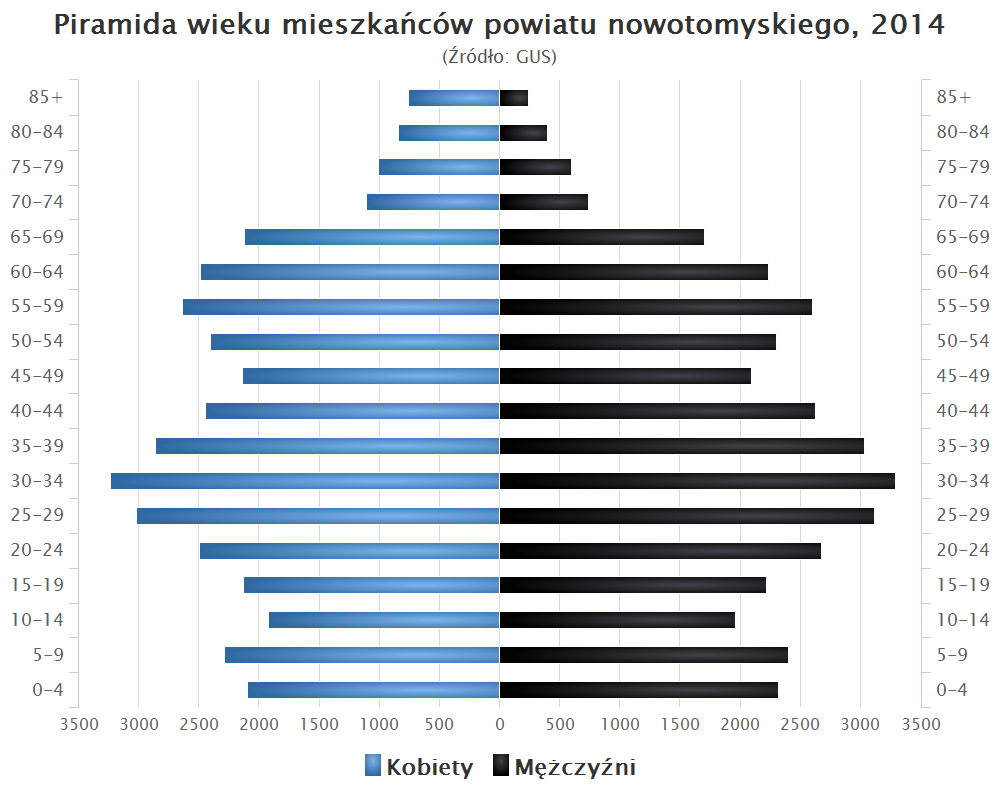
Piramida wieku mieszkańców powiatu nowotomyskiego w 2014 roku

Liczba ludności (dane z 30 czerwca 2005):
|        | Ogółem | Ogółem | Kobiety | Kobiety | Mężczyźni | Mężczyźni |
| osób   | %      | osób   | %       | osób    | %         |           |
| ------ | ------ | ------ | ------- | ------- | --------- | --------- |
| Ogółem | 71 737 | 100    | 36 806  | 51,31   | 34 931    | 48,69     |
| Miasto | 34 650 | 48,30  | 18 098  | 25,23   | 16 552    | 23,07     |
| Wieś   | 37 087 | 51,70  | 18 708  | 26,08   | 18 379    | 25,62     |

▶Wieś vs ▶miasto
Ogółem (▶k, ▶m)
Miasto (▶k, ▶m)
Wieś (▶k, ▶m)

## Komunikacja
Powiat nowotomyski jest jednym z większych powiatów województwa wielkopolskiego. Charakteryzuje się cennymi walorami zarówno turystycznymi, jak i krajobrazowymi. W dużej mierze rozwój turystyki ułatwiają:
- połączenia kolejowe (m.in. z Frankfurtem i Warszawą)
- połączenia drogowe (m.in. Autostrada A2 przebiegająca wzdłuż powiatu)

## Turystyka
- szlaki piesze i rowerowe (ich powstanie i organizacja wielu rajdów rowerowych przyczyniły się do podniesienia rangi turystycznej)
- duża liczba gospodarstw agroturystycznych (oferują one gościom bardzo atrakcyjny wypoczynek wśród lasów, pól i jezior)
- stale rozwijająca się baza gastronomiczno–hotelowa.

Na terenie powiatu, odbywają się liczne imprezy kulturalne, m.in. Jarmark Chmielo-Wikliniarski w Nowym Tomyślu, czy Święto Chleba w Lwówku.

## Gospodarka
Powiat nowotomyski jest znany z uprawy chmielu i wikliny, które zależą od uwarunkowań
przyrodniczych i historycznych. W Nowym Tomyślu istnieje Muzeum Wikliniarstwa i Chmielarstwa, w którym można podziwiać wielowiekowy dorobek w tej dziedzinie. Nowotomyski chmiel stał się w drugiej połowie XIX w. znany w całej Europie i stanowił źródło utrzymania oraz podstawę dobrobytu wielu mieszkańców miasta i okolic.
W końcu września 2019 liczba zarejestrowanych bezrobotnych w powiecie nowotomyskim obejmowała ok. 0,7 tys. mieszkańców, co stanowi stopę bezrobocia na poziomie 1,9% do aktywnych zawodowo.

## Przyroda
W powiecie nowotomyskim są również liczne pomniki przyrody. W czterech rezerwatach przyrody: "Urbanowo", "Wielki Las", Rezerwat na Jeziorze Zgierzynieckim im. Bolesława Papi i "Glińskie Góry" obserwować można rzadkie okazy flory i fauny.

## Sąsiednie powiaty

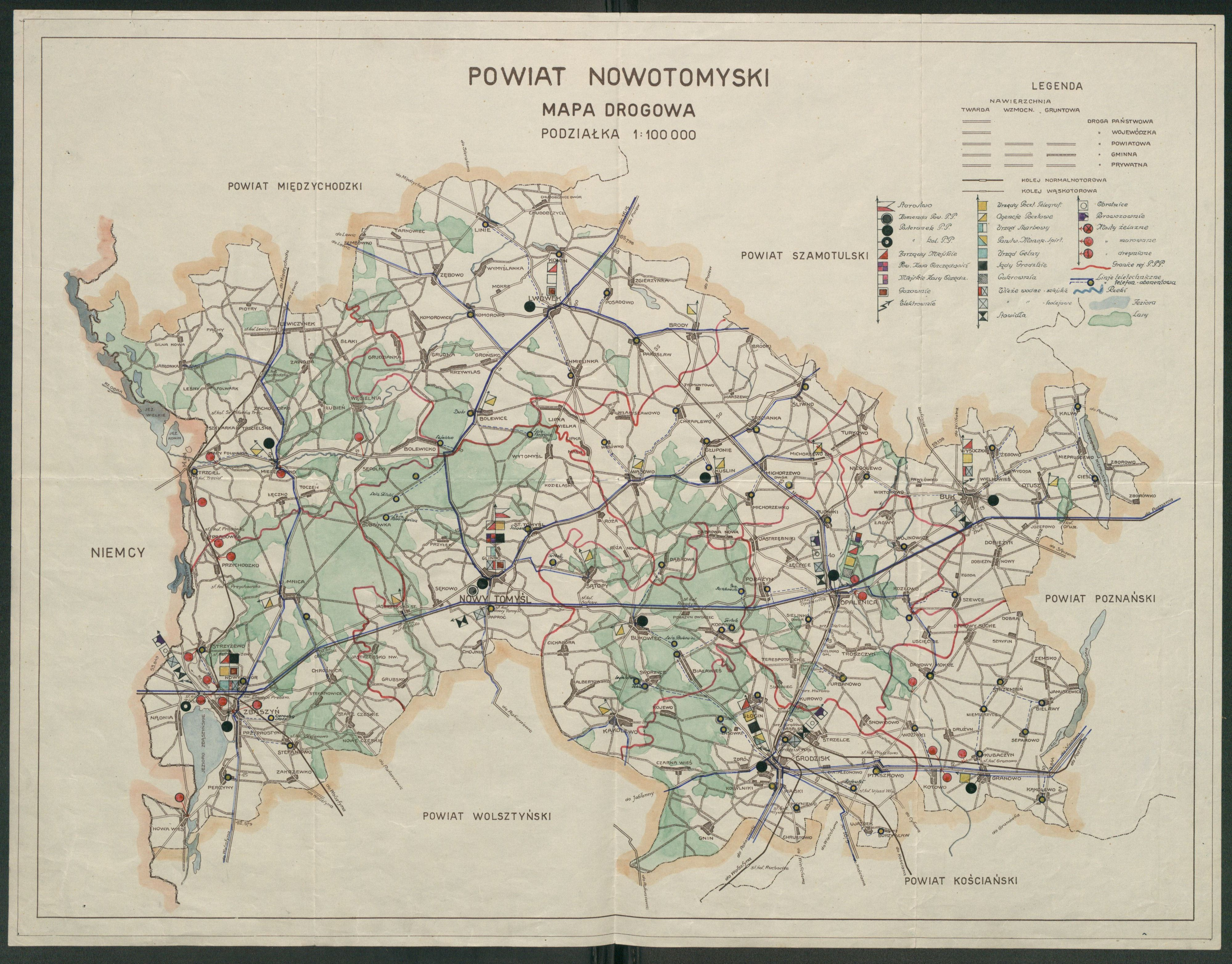
Mapa drogowa powiatu (widoczne sąsiednie powiaty) z 1938 (ze zbiorów Archiwum Państwowego w Poznaniu)

- międzychodzki
- szamotulski
- poznański
- grodziski
- wolsztyński
- zielonogórski (lubuskie)
- świebodziński (lubuskie)
- międzyrzecki (lubuskie)